# Osornophryne
Osornophryne – rodzaj płazów bezogonowych z rodziny ropuchowatych (Bufonidae).

## Zasięg występowania
Rodzaj obejmuje gatunki występujące od Kordyliery Środkowej w Kolumbii do środkowych Andów w Ekwadorze, na wysokości 2700–3700 m n.p.m..

## Systematyka

### Etymologia
Osornophryne: Ernesto Osorno-Mesa (1904–1976), kolumbijski parazytolog i entomolog oraz Hernando Osorno-Mesa (zm. 1956), kolumbijski zoolog; gr. φρυνη phrunē, φρυνης phrunēs „ropucha”.

### Podział systematyczny
Do rodzaju należą następujące gatunki:
- Osornophryne angel Yánez-Muñoz, Altamirano-Benavides, Cisneros-Heredia & Gluesenkamp, 2011
- Osornophryne antisana Hoogmoed, 1987
- Osornophryne bufoniformis (Peracca, 1904)
- Osornophryne cofanorum Mueses-Cisneros, Yánez-Muñoz & Guayasamin, 2010
- Osornophryne guacamayo Hoogmoed, 1987
- Osornophryne occidentalis Cisneros-Heredia & Gluesenkamp, 2011
- Osornophryne percrassa Ruiz-Carranza and Hernández-Camacho, 1976
- Osornophryne puruanta Gluesenkamp & Guayasamin, 2008
- Osornophryne simpsoni Páez-Moscoso, Guayasamin & Yánez-Muñoz, 2011
- Osornophryne sumacoensis Gluesenkamp, 1995
- Osornophryne talipes Cannatella, 1986

## Status
Poszczególne gatunki posiadają statusy NT, EN i VU.